# 플라스틱 오노 밴드
플라스틱 오노 밴드(Plastic Ono Band)는 존 레논과 오노 요코를 중심으로 1969년에 결성된 슈퍼그룹이다.
2009년 9월에는 션 레논, 코넬리우스 등과 함께 요코 오노 플라스틱 오노 밴드(YOKO ONO PLASTIC ONO BAND)로 활동을 재개했다.

## 음반 목록
- BETWEEN MY HEAD AND THE SKY (2009년 9월 16일)